# Schülbi-Talsperre
Die Schülbi-Talsperre (kasachisch Шүлбі бөгені) liegt im Gebiet Abai 70 km flussaufwärts von Semei am Irtysch.
Die Talsperre wurde in den Jahren 1976–1994 bei dem Ort Schülbi errichtet. Der Irtysch wird auf einer Länge von 53 km aufgestaut. Der Stausee hat eine Fläche von 255 km² und eine maximale Breite von 6 km. Das Stauvolumen beträgt 2.390 Millionen m³. Das Wasserkraftwerk besitzt 6 Einheiten mit einer installierten Gesamtleistung von 702 MW. Die durchschnittliche Jahresleistung beträgt 1.660 Millionen kWh.